# Alar Laneman
Alar Laneman (ur. 6 maja 1962 w Vändrze) – estoński wojskowy i polityk, generał brygady, deputowany, w latach 2020–2021 minister spraw wewnętrznych.

## Życiorys
Absolwent akademii wojskowej Tallinna Kõrgem Ehitusvägede Poliitiline Sõjakool z 1985. Ukończył także szwedzką uczelnię wojskową Försvarshögskolan (2001) oraz Royal College of Defence Studies (2007). Zawodowy wojskowy, od 1991 służył w Estońskich Siłach Obronnych. W 2005 otrzymał nominację na generała brygady. Pełnił m.in. funkcję dowódcy batalionu. Od 2002 do 2007 zajmował stanowisko szefa sztabu Estońskich Sił Obronnych. Później był dowódcą operacyjnym w tych siłach. Stanowisko to zniesiono z początkiem 2009, Alar Laneman odszedł wówczas do rezerwy.
Od 2011 pracował jako nauczyciel w szkole podstawowej. Był doradcą estońskiego zrzeszenia przemysłu obronnego Eesti Kaitsetööstuse Liit oraz przedsiębiorstwa Milrem Robotics. Wstąpił do Estońskiej Konserwatywnej Partii Ludowej. W wyborach parlamentarnych w 2019 uzyskał mandat posła do Riigikogu. Z powodzeniem ubiegał się o reelekcję w 2023.
W listopadzie 2020 z rekomendacji EKRE objął stanowisko ministra spraw wewnętrznych, dołączając do rządu Jüriego Ratasa. Zastąpił na tej funkcji Marta Helme. Zakończył urzędowanie wraz z całym gabinetem w styczniu 2021. W 2024 przystąpił do Estońskiej Partii Reform.

## Odznaczenia
- Order Krzyża Orła III klasy (2005)[2]
- Order Krzyża Orła IV klasy (1997)[2]
- Krzyż Ligi Obrony III klasy[7]
- Kaitseväe teenetemärk[7], odznaczenie Estońskich Sił Obronnych
- Mälestusmedal „10 aastat taastatud Kaitseväge”[7], odznaczenie pamiątkowe ustanowione na dziesięciolecie przywrócenia Estońskich Sił Obronnych
- Rahuoperatsioonide Keskuse teenetemärk[7]
- Piirivalve teeneterist II klasy[7], odznaczenie za zasługi dla estońskiej straży granicznej
- Medal Litewskich Sił Zbrojnych za Zaszczytną Służbę (Litwa)[7]
- Reserviläisliitto – Reservin Aliupseerien Liiton ansioristi (Finlandia)[7]
- Order Narodowy Zasługi III klasy (Francja, 2005)[8]